# Perizoma impromissata
Perizoma impromissata är en fjärilsart som beskrevs av Walker 1862. Perizoma impromissata ingår i släktet Perizoma och familjen mätare. Inga underarter finns listade i Catalogue of Life.